# Хаммам-Сус
Хаммам-Сус (араб. حمّام سوسة) — місто в Тунісі у регіоні Сахель. Входить до складу вілаєту Сус. Станом на 2004 рік тут проживало 34 685 осіб.